# Kapriolen
Kapriolen (auch: Capriolen) ist eine deutsche Filmkomödie aus dem Jahr 1937, die auf dem Theaterstück Der Himmel auf Erden von Jochen Huth basiert. Gustaf Gründgens führte Regie und spielte neben seiner damaligen Ehefrau Marianne Hoppe die Hauptrolle.

## Handlung
Jack Warren, ein Journalist, der bei der Damenwelt wegen seiner Bücher über „interessante Frauen“ beliebt ist, aber einen heimlichen Widerwillen gegen Frauen in Männerdomänen hegt, verliebt sich in die öffentlichkeitsscheue Pilotin Mabel Atkinson. Zum Missfallen von Mabels engen Freunden Peggy und Bill, dessen Heiratsantrag Mabel, um das langjährige Freundschaftsverhältnis zu bewahren, abgewiesen hatte, heiraten die beiden und nehmen einander in der Hochzeitsnacht das Versprechen ab, den vom jeweils anderen abgelehnten Beruf nicht mehr auszuüben.
Als Mabel doch wieder fliegt, trifft sich Jack mit der Schauspielerin Dorothy Hopkins, die seine Ansichten über die Aufgaben einer Frau und die Ehe teilt, um ein Interview zu führen. Dorothy, die Jack für sich gewinnen will, gibt ihn bei einer Hausbesichtigung als ihren Ehemann bzw. Verlobten aus. Es stellt sich allerdings heraus, dass Mabel die Besitzerin der Immobilie ist. Jack versucht die Lage durch ein Couplet, in dem er die Absurdität der Situation darstellt und seine ungebrochene Liebe zu Mabel andeutet, zu entschärfen.
Mabel ist nun entschlossen, mit Bill, der sich nun Hoffnungen auf eine Scheidung der Ehe macht, von Chicago aus im Doppeldecker nach Australien zu fliegen. Nach der von der Öffentlichkeit gefeierten Rückkehr der beiden treffen sich Jack und Mabel vor dem Scheidungsrichter. Während der Plädoyers der Anwälte kommen die beiden einander wieder näher und verlassen den Saal mit dem Willen, die Ehe weiterzuführen.